# Nightmare (álbum de Dreamcatcher)
Nightmare (en hangul, 악몽) es el álbum sencillo debut del grupo femenino de Corea del Sur Dreamcatcher. Es el primer lanzamiento del grupo tras el cambio de nombre de la banda y la adición de las nuevos miembros, Handong y Gahyeon. El álbum fue lanzado el 13 de enero de 2017 y debutó en el número 20 en la lista Gaon Album Chart.

## Antecedentes y lanzamiento
A mediados de 2016, la compañía surcoreana Happy Face Entertainment (ahora llamada Dreamcatcher Company) anunció que el grupo MINX cambiaría su nombre a Dreamcatcher con dos miembros adicionales, Gahyeon y la integrante china Handong. En los meses siguientes, Happy Face Entertainment lanzó una imagen teaser oficial y anunció que el grupo debutaría en el primer semestre de 2017.
El 13 de enero de 2017, Happy Face Entertainment lanzó el primer álbum sencillo de Dreamcatcher, Nightmare, con su tema principal «Chase Me».

## Vídeo musical
El 13 de enero de 2017, a través de la cuenta oficial de YouTube del grupo, fue lanzado el vídeo musical de la canción principal del álbum, llamada «Chase Me», dirigido por la compañía de producción de vídeos de Corea del Sur Digipedi. El vídeo, que contó con la participación protagónica especial del actor Jo Dong-hyuk, es la primera de una trilogía conceptual que conecta sus tres primeros sencillos musicales.

## Promoción
El día del lanzamiento, el grupo tuvo un transmisión en vivo especial donde presentaron por primera vez el tema principal. El 13 de enero, debutaron oficialmente en el programa de televisión Music Bank, para posteriormente presentarse en Show! Music Core, Inkigayo, Show Champion y finalmente en M! Countdown del canal Mnet.

## Rendimiento comercial
El álbum alcanzó la posición Nº 20 en la lista semanal de Gaon Album Chart. y la posición Nº 57 en la lista mensual del mismo gráfico.

## Lista de canciones
| CD    |                            |                        |            |          |  |
| N.º   | Título                     | Letras                 | Música     | Duración |  |
| 1.    | «Welcome to Dream (Intro)» | Super Bomb             | Super Bomb | 0:40     |  |
| 2.    | «Chase Me»                 | Kim Bo-eun, Super Bomb | Super Bomb | 3:09     |  |
| 3.    | «Emotion» (소원 하나)      | Super Bomb             | Super Bomb | 3:43     |  |
| 4.    | «Chase Me» (Instrumental)  |                        | Super Bomb | 3:09     |  |
| 10:46 |                            |                        |            |          |  |

## Posicionamiento en listas
| Lista (2017)                     | Mejor posición |
| -------------------------------- | -------------- |
| Corea del Sur (Gaon Album Chart) | 20             |

## Historial de lanzamiento
| País          | Fecha               | Formato              | Sello                               |
| ------------- | ------------------- | -------------------- | ----------------------------------- |
| Corea del Sur | 13 de enero de 2017 | CD, descarga digital | Happy Face Entertainment, Interpark |